# Хилл (округ, Монтана)
Округ Хилл (англ. Hill County) располагается в штате Монтана, США. Официально образован в 1912 году. По состоянию на 2010 год, численность населения составляла 16 096 человека.

## География
По данным Бюро переписи США, общая площадь округа равняется 7 552,448 км2, из которых 7 500,648 км2 суша и 20,000 км2 или 0,680 % это водоёмы.

## Население
По данным переписи населения 2000 года в округе проживает 16 673 жителей в составе 6 457 домашних хозяйств и 4 255 семей. Плотность населения составляет 2,00 человека на км2. На территории округа насчитывается 7 453 жилых строений, при плотности застройки около 1,00-го строения на км2. Расовый состав населения: белые — 79,55 %, афроамериканцы — 0,09 %, коренные американцы (индейцы) — 17,30 %, азиаты — 0,37 %, гавайцы — 0,02 %, представители других рас — 0,35 %, представители двух или более рас — 2,32 %. Испаноязычные составляли 1,25 % населения независимо от расы.
В составе 34,30 % из общего числа домашних хозяйств проживают дети в возрасте до 18 лет, 50,50 % домашних хозяйств представляют собой супружеские пары проживающие вместе, 10,90 % домашних хозяйств представляют собой одиноких женщин без супруга, 34,10 % домашних хозяйств не имеют отношения к семьям, 28,60 % домашних хозяйств состоят из одного человека, 11,40 % домашних хозяйств состоят из престарелых (65 лет и старше), проживающих в одиночестве. Средний размер домашнего хозяйства составляет 2,53 человека, и средний размер семьи 3,15 человека.
Возрастной состав округа: 28,20 % моложе 18 лет, 11,60 % от 18 до 24, 26,00 % от 25 до 44, 21,40 % от 45 до 64 и 21,40 % от 65 и старше. Средний возраст жителя округа 34 лет. На каждые 100 женщин приходится 99,30 мужчин. На каждые 100 женщин старше 18 лет приходится 96,40 мужчин.
Средний доход на домохозяйство в округе составлял 30 781 USD, на семью — 38 179 USD. Среднестатистический заработок мужчины был 29 908 USD против 19 874 USD для женщины. Доход на душу населения составлял 14 935 USD. Около 15,30 % семей и 18,40 % общего населения находились ниже черты бедности, в том числе — 23,30 % молодежи (тех, кому ещё не исполнилось 18 лет) и 9,00 % тех, кому было уже больше 65 лет.